# Menesia laosensis
Menesia laosensis es una especie de escarabajo longicornio del género Menesia, categorizada en la tribu Saperdini, de la subfamilia Lamiinae. Fue descrita por Breuning en 1963.

## Descripción
Mide 7-9 mm de longitud. El período de actividad en adultos se presenta entre marzo y julio.

## Distribución
Se distribuye por Laos.